# Egentlige salamandre
|  | "Salamandre" omdirigeres hertil, men navnet salamander bruges også for andre halepadder, bl.a. lungeløse salamandre og kæmpesalamandre |
Egentlige salamandre (Salamandridae) er en familie af halepadder som er udbredte i Europa, Nordafrika, Asien og Nordamerika.

## Klassifikation
- Familie: Salamandridae
  - Slægt Chioglossa
    - Gulstribet salamander (Chioglossa lusitanica)

  - Slægt Cynops
    - Cynops chenggongensis
    - Cynops cyanurus
    - Cynops ensicauda
    - Cynops orientalis
    - Cynops orphicus
    - Japansk ildbugsalamander (Cynops pyrrhogaster)
    - Cynops wolterstorffi

  - Slægt Echinotriton
    - Echinotriton andersoni
    - Echinotriton chinhaiensis

  - Slægt Euproctus
    - Euproctus asper
    - Euproctus montanus
    - Euproctus platycephalus

  - Slægt Ichthyosaura
    - Bjergsalamander (Ichthyosaura alpestris)

  - Slægt Lissotriton
    - Lissotriton boscai
    - Lissotriton helveticus
    - Lissotriton italicus
    - Lissotriton montandoni
    - Lille vandsalamander (Lissotriton vulgaris)

  - Slægt Mertensiella
    - Mertensiella caucasica
    - Mertensiella luschani

  - Slægt Neurergus
    - Neurergus crocatus
    - Neurergus kaiseri
    - Neurergus microspilotus
    - Neurergus strauchii

  - Slægt Notophthalmus
    - Notophthalmus meridionalis
    - Notophthalmus perstriatus
    - Notophthalmus viridescens

  - Slægt Ommatotriton
    - Ommatotriton vittatus

  - Slægt Pachytriton
    - Paddelhalesalamander (Pachytriton brevipes)
    - Pachytriton labiatus

  - Slægt Paramesotriton
    - Paramesotriton caudopunctatus
    - Paramesotriton chinensis
    - Paramesotriton deloustali
    - Paramesotriton fuzhongensis
    - Paramesotriton guanxiensis
    - Hong Kong vortesalamander (Paramesotriton hongkongensis)
    - Paramesotriton laoensis

  - Slægt Pleurodeles
    - Pleurodeles poireti
    - Ribbensalamander (Pleurodeles waltl)

  - Slægt Salamandra
    - Salamandra algira
    - Salamandra atra
    - Salamandra corsica
    - Salamandra infraimmaculata
    - Salamandra lanzai
    - Salamandra luschani
    - Ildsalamander (Salamandra salamandra)

  - Slægt Salamandrina
    - Salamandrina terdigitata

  - Slægt Taricha
    - Taricha granulosa
    - Taricha rivularis
    - Californisk vandsalamander (Taricha torosa)

  - Slægt Triturus
    - Triturus carnifex
    - Stor vandsalamander (Triturus cristatus)
    - Triturus dobrogicus
    - Triturus karelinii
    - Marmorsalamander (Triturus marmoratus)
    - Triturus pygmaeus

  - Slægt Tylototriton
    - Tylototriton asperrimus
    - Tylototriton hainanensis
    - Tylototriton kweichowensis
    - Krokodillesalamander (Tylototriton shanjing)
    - Tylototriton taliangensis
    - Tylototriton verrucosus
    - Tylototriton wenxianensis